# Alone in the Dark 3
Alone in the Dark 3 це відеогра в жанрі survival horror, розроблена та видана компанією Infogrames Multimedia у 1995 році. Це третя частина серії відеоігор Alone in the Dark. Гру було випущено для MS-DOS у 1995 році. Того ж року вийшов порт для PC-98. Версії для Windows та Mac OS побачив світ у 1996 році.

## Сюжет
Події гри відбуваються в липні 1925 року. Після успішних розслідувань, описаних у попередніх двох частинах, журналісти дали Едварду Карнбі прізвисько «Приватний детектив із надприродних справ». Цього разу його викликають для розслідування зникнення знімальної групи в покинутому містечку-привиді на ім'я Slaughter Gulch, розташованому в пустелі Мохаве (Каліфорнія). Серед зниклих — Емілі Гартвуд, племінниця Джеремі Гартвуда з першої частини гри. Едвард швидко з'ясовує, що на містечко накладено прокляття, а за зникненнями стоїть злий ковбой на ім'я Джед Стоун з Бедлендсу. У місті нишпорять озброєні до зубів стрілки, божевільні старателі та кровожерливі загублені душі, з якими Карнбі доведеться зіштовхнутися, покладаючись як на силу, так і на кмітливість.

## Ігровий процес
Основною тематикою гри є Дикий Захід: Карнбі протистоїть місту, населеному «зомбі-бандитами», які стріляють із револьверів і гвинтівок з важелевим перезаряджанням. Починаючи з середини гри, з'являються і класичні бездумні зомбі, що плентаються. Наприкінці важливу роль у сюжеті починає відігравати радіоактивна мутація, і гравець стикається з монстрами, створеними внаслідок дії радіації.

## Випуск
| Видання | Оцінка       |
| ------- | ------------ |
| AllGame | (MAC) · (PC) |

Це була перша гра серії, яка не виходила на дискетах. Від самого початку вона була видана на CD-ROM, із повним аудіосупроводом у форматі Red Book та озвученням діалогів (англійською, французькою, німецькою, іспанською, італійською, японською та португальською мовами — залежно від країни випуску; причому версія для Mac мала окремий англомовний дубляж). Подібний формат озвучення був також у CD-ROM-перевиданнях попередніх двох ігор. Alone in the Dark 3 стала також першою грою серії, яка вийшла виключно для ПК і не отримала офіційного релізу на ігрових консолях, на відміну від перших двох частин.
За межами Європи гру поширювала компанія Interplay Entertainment у Північній Америці. У Японії версію для PC-98 було розроблено й випущено в 1995 році компанією AMT Savan Corps — спадкоємицею Arrow Micro-Techs Corp, яка займалася випуском попередніх частин для японських ПК. Цього разу версії для FM-Towns не розробляли. У 1996 році версії для Windows та Mac OS також були видані в Японії компанією Electronic Arts Victor під назвою Alone in the Dark 3: Ghosts in Town.
Реліз версії для 3DO Interactive Multiplayer було анонсовано, проте так і не випущено.
Офіційний посібник до гри — Alone in the Dark 3: The Official Strategy Guide (Prima Publishing, 1995; перевиданий автором у 2019 році) — написав Стів Шварц у співпраці з Infogrames.

## Персонажі
- Едвард Карнбі (Edward Carnby) — головний герой гри, єдиний ігровий персонаж. Одягнений у білу сорочку та сині штани.

- Емілі Гартвуд (Emily Hartwood) — другорядний персонаж, який був ігровим в Alone in the Dark 1, але цього разу є неігровим. Одягнена у червону блузку та пурпурові штани.

- Джедедая «Джед» Стоун (Jedediah "Jed" Stone) — головний антагоніст гри.

- Брати Елвуд (Les frères Elwood) — бандити, які працюють на Джеда Стоуна.

- Шериф Доусон (Shérif Dawson) — ворог, вірний Джеду Стоуну.

- Аризона Кід (Arizona Kid) — один із бандитів, зустрічається у певному епізоді гри.

- Самотній шахтар (Lone Miner) — поплічник Джеда, якого можна перемогти лише золотим снарядом.

- Кобра (Cobra) — поплічник Джеда, переможний за допомогою рушниці Winchester.

- Хатчінсон (Hutchinson) — мутований вчений, утримується у камері.

- Біллі Сільвер (Billy Silver) — актор, якого показано у фрагменті зйомок. Його оглушує таємничий дух.

- Індіанець-мумія (Indian Mummy) — воскреслий індіанець, який з'являється у лавових підземеллях.

- Кат (Executioner) — воскреслий кат.

- Моррісон (Morrison) — член знімальної групи та близький друг Емілі Гартвуд; вбитий одним з людей Джеда.

- Тобіас Маккарті (Tobias McCarthy) — власник загального магазину, допомагає Едварду Карнбі, але зрештою гине від рук людей Джеда.

- Безіменний навахо (Unnamed Navajo Indian) — воскреслий індіанець, який допомагає Карнбі.

- Воскреслі слуги (Undead) — люди Джеда, що повернулися з мертвих.

- Мутанти (Mutants) — з'являються в фінальній сцені в підземній печері.

- Геммер-мутант (Hammer the Mutant) — мутант без голови, якого можна перемогти, кинувши його голову в розколину.